# ناحیه اولاد ادریس

ناحیه اولاد ادریس (به عربی: دائرة أولاد إدریس) یک ناحیه در الجزایر است که در استان سوق اهراس واقع شده‌است. ناحیه اولاد ادریس ۱۹٬۴۰۸ نفر جمعیت دارد.